# ROTSE
ROTSE — астрономический проект, основанный в 1998 году в Лос-Аламосе, Нью-Мексико, США. Название проекта (англ. Robotic Optical Transient Search Experiment) переводится как Эксперимент по роботизированному поиску оптических транзиентов. Проект состоит из множества телескопов малого и среднего размера. Основной целью проекта является обнаружение оптических послесвечений гамма-всплесков.

## Руководители обсерватории
- Carl Akerlof - идеолог, основатель проекта

## История обсерватории
ROTSE прошел три этапа развития. Основными были ROTSE-I и ROTSE-III (сейчас реализуемый). Первый проект был основан в 1998 году в  обсерватории Fenton Hill (Лос-Аламос, США). Он и получил код Центра малых планет №439. Проект в данный момент состоит из 4 обсерваторий: в США (в обсерватории МакДональда), Австралии (Обсерватория Сайдинг-Спринг), Намибии (en:High Energy Stereoscopic System) и Турции (en:TUBITAK National Observatory). Проект ROTSE сотрудничает с Мичиганским университетом, Лос-Аламосской национальной лабораторией, Ливерморской национальной лабораторией, Университетом Нового Южного Уэльса (Австралия) и с en:Max Planck Institute for Nuclear Physics (Германия).

## Инструменты обсерватории
- 4 объектива Canon (F = 200 мм, A = 1/2) + ПЗС-камеры, ROTSE-I, 1998 год
- 4 телескопа (D = 0.45 м, F = 0.85 м, A = 1/1.9), поле зрения 1.85гр х 1.85гр, 2001 год (все 4 телескопа стоят в разных странах)

## Направления исследований
- Оптические послесвечения гамма-всплесков
- Открытие вспышек сверхновых звезд
- Открытие вспышек внегалактических Новых (в основном в М31)

## Основные достижения
- 3210 астрометрических измерений опубликовано за 1 месяц наблюдений в 2001 году[1]
- Регистрация множества послесвечения гамма-всплесков, например: en:GRB 990123
- Открытие 51 вспышки сверхновых звезд (2005 - 2011 года)[2]
- Открытие вспышек Новых звезд в Туманности Андромеды[3]
- Создание каталога переменных звезд северного полушария (Northern Sky Variability Survey)[4]

## Известные сотрудники
Наблюдатели: Zheng, Rykoff, Yuan, Quimby, Akerlof, Wheeler.